# Église Sainte-Eulalie de Fuilla
Pour les articles homonymes, voir Église Sainte-Eulalie.
L'église Sainte-Eulalie de Fuilla est une église catholique romane située à Fuilla, en France.

## Localisation
L'église est située dans le département français des Pyrénées-Orientales, sur la commune de Fuilla.
Fuilla est située dans la basse vallée de la Rotjà, une rivière de l'Est des Pyrénées. La commune est constituée principalement de trois hameaux bâtis près de la rivière, lorsque son étroite vallée s'élargit quelque peu. D'amont vers l'aval : Fulla d'Amunt, Fulla del Mitg et Fulla d'Avall. L'église se trouve près de Fulla d'Avall, peu avant que la vallée ne se rétrécisse à nouveau, au bord de la RD 6 qui remonte la vallée, à 520 m d'altitude.

## Historique
L'église Sainte-Eulalie est citée dès l'an 906. Elle est toutefois entièrement reconstruite par la suite et consacrée le 22 décembre 1031.
L'édifice est classé au titre des monuments historiques en 1965.

## Architecture
L'église Sainte-Eulalie est composée d'une nef principale et de deux nefs collatérales. La nef principale est voûtée en berceau plein cintre sur doubleaux. Les nefs collatérales sont beaucoup plus basses et voûtées d'arêtes. Des arcatures lombardes décorent ses différentes faces.
Elle est considérée comme un prototype de l'église Saint-Vincent de Cardona en Catalogne.

## Mobilier
L'église abrite une Mise au tombeau en bois polychrome sculptée au XVe siècle et classée monument historique.